# Милый, дорогой, любимый, единственный…
«Милый, дорогой, любимый, единственный…» — советский художественный фильм, поставленный на киностудии «Ленфильм» в 1984 году режиссёром Динарой Асановой. Последняя завершённая работа Асановой. В начале и в конце фильма показаны фрагменты концерта рок-группы «Странные игры».
Премьера фильма в СССР состоялась в феврале 1985 года.
Динара Асанова о своём фильме:

«Мне, как режиссёру, очень важно понять истоки поступков своих героев. Ведь логика фильма и литературного произведения, каким является сценарий, не всегда полностью совпадает. Порой то, что намечено в сценарии „пунктиром“, требует на экране более прочного обоснования. Например, наш герой помог этой девчонке. Но почему? Потому ли, что вообще такой добрый и деятельный человек, или совершил этот поступок под влиянием порыва?»

## Сюжет
Вадим едет за рулём взятой у друга по доверенности машины, а наперерез бросается молодая девчонка с младенцем на руках. За ней гонится немолодой мужчина в домашней одежде. Вадим подсаживает её, решив, что она поругалась с мужем. На самом деле Анна украла этого ребенка и втянула Вадима в криминальную историю.

## Актёры
- Дарья Мороз — Герочка, украденный младенец / Даша
- Ольга Машная — Анна
- Валерий Приёмыхов — Вадим Сарохтин
- Лембит Ульфсак — Герман, возлюбленный Анны
- Лора Умарова — Вера
- Николай Лавров — Сева, друг Вадима
- Борис Аракелов — эпизод
- Людмила Виноградова — эпизод
- М. Головкина — эпизод
- Сергей Голубев — эпизод
- Александр Демьяненко — капитан милиции, на допросе Анны

## Съёмочная группа
- Автор сценария — Валерий Приёмыхов
- Режиссёр-постановщик — Динара Асанова
- Оператор-постановщик — Владимир Ильин
- Художник-постановщик — Наталья Васильева
- Композитор — Виктор Кисин

В фильме также звучат композиции групп «Странные игры» и «Аквариум».

## Награды
- Фильм получил Диплом участника МКФ в Канне, Франция (1985).